# Ypthima torone
Ypthima torone är en fjärilsart som beskrevs av Hans Fruhstorfer 1911. Ypthima torone ingår i släktet Ypthima och familjen praktfjärilar. Inga underarter finns listade i Catalogue of Life.